# Metacercops praestricta
Metacercops praestricta är en fjärilsart som först beskrevs av Edward Meyrick 1918.  Metacercops praestricta ingår i släktet Metacercops och familjen styltmalar. Inga underarter finns listade i Catalogue of Life.